# Gajo Vojvodić
Gajo Vojvodić, črnogorski general, * 9. maj 1914, † junij 1988.

## Življenjepis
Vojvodić, absolvent Pravne fakultete v Beogradu, se je leta 1941 pridružil NOVJ in KPJ. Med vojno je bil poveljnik več enot, nazadnje 4. (srbske) brigade.
Po vojni je bil poveljnik 1. proletarske divizije, načelnik štaba armade in vojaške oblasti, pomočnik poveljnika armade,...